# 武穴市
29°54′N 115°30′E / 29.900°N 115.500°E
武穴市，是中国湖北省黄冈市代管的一个县级市，位于湖北省东南部，东边和湖北省黄梅县接壤，西北部和湖北省蕲春县接壤，隔江与湖北省阳新县和江西省瑞昌市相望。武穴市是长江中下游重要的内河港口和医药工业城市。武穴市前身为广济县，古称“佛国”，取“广施佛法，普济众生”之意。武穴市北部和比邻山区是汉传佛教禅宗主要诞生地。1987年，经国务院批准，撤县建市。 市人民政府驻武穴街道。

## 历史沿革

### 廣濟歷史
漢朝至西晉時期，廣濟境地分屬蘄春、潯陽二縣。東晉太元三年（378年）改蘄春縣名為蘄陽。
義熙八年（412年），潯陽縣治遷至江南柴桑，原江北境地劃入蘄陽。至此，改蘄陽縣名為齊昌。陳太建五年（573年），齊昌地屬陳。
西元579年，北周占齊昌地，將廣濟境地從齊昌縣劃出，立為永寧縣，隸屬蘄州齊昌郡。 
隋初，永寧縣屬蘄州總管府（後改稱蘄州、蘄春郡）。隋末，廢永寧縣制，併入蘄春縣。 
唐武德四年（西元621年），又分蘄春，複置永寧縣，屬淮南道蘄州。天寶元年（西元742年）因與河南永寧縣和江南東道永寧縣同名，乃取佛教語“廣施佛法，普濟眾生”之意改名廣濟縣，屬蘄州郡；乾元元年（西元758年），改蘄州郡為州，廣濟仍隸屬。 
五代十國，屬淮南道蘄州。 
宋代，熙寧五年（1072年）屬淮南西路蘄州。高宗南渡後，紹興五年（西元1135年）廢縣為鎮，不久恢復縣置。 
元代，廣濟屬河南江北行省蘄州路。 
明代，洪武元年（1368年）改蘄州路為府，廣濟屬該府。洪武九年降蘄州府為州，廣濟屬湖廣布政使司黃州府蘄州，不久改屬河南布政使司。洪武二十四年還屬湖廣。 
清代，初屬蘄州，康熙三年（1664年）屬黃州府。清末廢府立道，廣濟屬湖北省江漢道。 
民國初，廣濟仍屬江漢道。1926年廢道，廣濟直屬湖北省。1932年10月，實行省、專、縣三級制，廣濟屬第三行政督察區。1936年改屬第二行政督察區。1940年屬鄂東行署。1945年11月屬湖北省第二行政督察區。

### 武穴歷史
原廣濟縣县治为梅川镇，1953年3月县治迁往武穴镇。
1987年10月23日，撤廣濟縣设武穴市，系得名于县城所在地武穴镇。现由黄冈市代管。下辖梅川镇、余川镇、花桥镇、大金镇、四望镇、石佛寺镇、大法寺镇、龙坪镇、武穴街道办事处、刊江街道办事处、田家镇街道办事处、万丈湖街道办事处。

## 人口
2023年末，年末总户数24.71万户，年末户籍总人口81.06万人；其中城镇人口19.91万人，乡村人口61.15万人；男性人口43.65万人，女性37.40万人。常住人口65.90万人，其中城镇人口38.60万人，农村人口27.30万人；城镇化率58.57%，比去年同期提高1个百分点。

## 地理
武穴市北部绵延大别山余脉横岗，太平诸山；中部为红土丘陵地带；南部为长江冲积平原，为古九江故道。武穴市地处长江中下游平原，属于亚热带季风气候。年平均气温16℃，降水量1443毫米。武穴市境内河网密布，湖泊众多。清朝末年，面积在1平方公里以上的湖泊有武山湖（古名青林湖）、太白湖、城塘湖、连城湖、万丈湖、马口湖、黄泥湖等。自1950年代以来，由于围湖造田，城塘湖、连城湖、万丈湖今已不存。1950年代以来的兴修水利，现存有梅川水库、大金水库、仙人坝水库、荆竹水库、龙门冲水库等。武穴市境内主要矿产以田镇、四望地区分布的石英矿、磷矿石、石灰岩和武穴沿江地区江滩和长江泓道所堆积的黄砂为主。

### 地理名胜
- 梅川河。梅川河是绕古县城梅川镇的一条河流。旧时广济县令以梅川河穿城而过而不够蜿蜒秀丽，不利于风水。因此裁直改弯，并沿河遍植梅花，得名梅川河。1980年代，在当地经济发展的背景下，河水污染严重。
- 黄鹄山。黄鹄山在旧时广济县县衙内。
- 武山湖。武山湖旧称青林湖，通长江，因此，武穴镇旧称青林口。
- 太白湖。太白湖位于武穴市和黄梅县交界处。
- 一冲山。古称一尖山，是武穴市境内最高山峰。有鲍照读书台。
- 橫崗山。武穴市一風景名胜。
- 双善洞。位于田镇的溶洞。
- 仙姑山。位于武穴市区西北，有寺。
- 半壁山。位于阳新县，和田镇隔江相望，楚江咽喉。

## 行政区划
武穴市下辖4个街道办事处、8个镇：
武穴街道、刊江街道、田家镇街道、万丈湖街道、梅川镇、余川镇、花桥镇、大金镇、石佛寺镇、四望镇、大法寺镇和龙坪镇。

## 城市交通
- 武穴站（位于武穴市石佛寺镇）
- 武穴北站（位于武穴市花桥镇）
- 京九铁路
- 福银高速黄黄高速公路段
- 麻阳高速
- 347国道
- 武穴长江大桥

## 气候
武穴属亚热带季风性湿润气候。一年内日均温等于或大于10摄氏度,植物生产期长，雨量较多。
春季开始期在3月中旬，夏季开始在5月下旬，秋季开始期在10月上旬，冬季开始期在11月下旬。
夏季炎热，梅雨明显，秋高气爽，冬季较暖，气候温和湿润，是适宜于农、林、牧、渔全面发展的多宜地区。

### 日照情况
武穴境内日照年辐射的总量多年平均值为106.799千卡/平方厘米，市年平均125.4天晴日,年均日照时数为1913.5小时。

### 温度情况
全市年平均气温16.8℃，最高年为17.6℃（1961年），最低年为16.2℃（1969年），以7月气温最高（平均29.1℃），1月气温最低（平均4.1℃），年相差25摄氏度。

### 刮风情况
全年多东风和东南风，但随季节有所转换。一般年份，1—8月东风最多，9月份，西北风和西风渐盛，10～11月以西北风和西风为主，12月西北风和西风减少，东风和东南风增多。

### 雨雪情况
全市年平均降水量为1278.7～1442.6毫米；降雪一般初日出现在12月，少数年出现在11月，1968年出现在11月10日；终日一般在3月，年平均降雪7.3天。初霜日期多出现在11月下旬，终霜日期多出现在3月上旬，无霜期年平均262.3天，最长是1980至1981年为302天，最短是1962年至1963年为215天。

## 经济
武穴镇是长江沿岸重要的内河港口和商贸集镇，曾于1951年至1953年间升格为县级镇，后恢复原建制。武穴港是武汉至安庆河段间长江北岸唯一的天然深水良港，有“鄂东门户”之称。京九铁路和黄黄高速公路（黄石至黄梅）则在城东北交汇。
目前武穴市的经济以医药、化工工业为支柱，广济药业公司和安达成药业公司是中国重要的化学原料药和兽药产地。其他主要工业门类还有机械、建材、食品等。农业以种植油菜及水稻、棉花、柑橘为主。特产有武穴酥糖和“竹艺之圣”章水泉的竹器工艺品等。

## 地方特产
武穴系鄂东著名的鱼米之乡，境内自南而北，沿江冲积平原，系故九江古鸿道，土质松软肥沃；境中部为低山红土丘陵；北部为大别山于脉，海拔在800-900米左右，适合农耕，一年三熟。

### 种植
是湖北省“吨粮田”、“双百棉”双达标县（市）。种植上：武穴“双低”油菜、广济佛手山药、武穴余川生姜、武穴“广济桂米”；养殖上：武穴散养土猪，广济山牧土鸡、土鸡蛋，山牧散养鸭、番鸭、鹅，广济山牧黑山羊、武穴官桥小龙虾、武穴田镇淡水青蟹，太白湖淡水鱼。　

### 农副土产品加工
武穴酥糖，武穴佛手山药面，广济豆豉，豆泡（又叫豆腐果或豆鼓），大宋食品素食八珍，广济竹器工艺品，武穴大金板鸭，四望酱鸭，春燕皮蛋，“接福”牌菜籽油，棉籽油，米糠油，黄鹤楼排粉厂，生姜山药系列深加工产品已成为市场畅销品牌。
- 武穴佛手山药：山药含有糖、蛋白质、钾及氨基酸、维生素等18种营养成分，煨制食用，香气四溢，风味独特，具有滋阴、利肺、健肾、健胃、止泄痢、化痰涎、润毛发等功效，是很好的食物药。武穴种植山药有300余年的历史，尤以邢元村高山地势的丘陵地带山药为最好，其次为梅川、横岗百园等地。武穴山药最高年总产量200万公斤，行销鄂东各地和长江中下游地区。

- 武穴广济酥糖：原名桂花董糖。相传是一位姓董的孝子，其母生病，不进食，他将面粉炒熟混以蔗糖、芝麻屑、桂花等，味甚佳，母爱食。后被移植至糕点业，初名桂花董糖，因人们对“董糖”二字意义不解，改名为桂花酥糖。桂花酥糖选料严格，制作认真，具有香、甜、酥、脆四种特色，并能治咳润肺。料中有麻屑、白糖、香条、桂花等，食时甜酥，骨子虽用饴糖熬制而成，但松脆，落口消深，不沾牙齿。上个世纪80年代初，该品种被收入《湖北糕点》名录；1983年9月，被湖北省商业厅评为全省商业优良名特传充产品奖；近年来，连续多次荣获中国国际食品博览会金奖。目前，生产酥糖为主的食品企业发展到二、三十家，规模较大的有美雅、广济、振雄、起胜等，广济酥糖厂还开发出玉米酥糖，市场极为俏销。

## 文化
武穴方言处于江淮方言和赣方言交界处，有其独特之处。
本地流行采茶调（或称调儿戏）、文曲戏、黄梅戏等地方剧种。有独立的黄梅戏团（现已改为武穴市文曲戏剧团）。曾于2007年举办湖北省第六届黄梅戏艺术节。
武穴市民间热衷习武, 是古老的武术之乡.
武穴市地处古代荆州和扬州的分界，武穴市现在大部分居民都是明朝以前从江西赣抚平原一带迁入，保留着较多的赣地风俗。民风重教，保留较多传统汉族习俗。饮食注重土菜，不避辛辣。由于同时地处大别山南麓和长江岸线，菜肴兼用山货、河产和海产。地方特色菜肴有：墨鱼炖肉、蓑衣丸子、苕粉丸子、卷煎、广济山药、两路酱鸭、大金板鸭、豆豉、腐乳、辣椒糊、鱼头等。
著名的滄浪書院也始於武穴。

## 民族
武穴市系传统汉族聚居区域。有民谚曰“万罗苏、雷骆简。未有广济县、六姓已在先。”武穴镇自汉代有渔民居住，形成邬家阅以来，北方士族不断南迁浔阳一带。隋唐以前著名姓氏有徐、梅、田等。现在居住在武穴市境内的主要姓氏大都为宋元前后从江西赣抚平原一带迁入。民谚曰：上有周刘二姓，下有朱郭两家。清末以来，户械斗争不断。居民以大姓聚居成垸的分布方式为主。望族有彭城刘氏、义门陈氏、沛国堂朱氏、三槐世家王氏、颍川干氏等。武穴市还是汉族蓝姓主要聚居地之一。
武穴市民族成分以汉族为主，全市有31个少数民族民份，共630人，男性189人，女性441人。31个民族成份中，白族4人，布依族21人，藏族4人，朝鲜族11人，傣族1人，侗族22人，高山族1人，哈尼族3人，回族34人，京族3人，拉祜族1人，黎族137人，傈僳族4人，满族28人，毛南族2人，蒙古族14人，苗族59人，仫佬族4人，纳西族1人，怒族2人，普米族3人，畲族2人，水族1人，土族3人，土家族142人，佤族16人，维吾尔族2人，瑶族21人，彝族7人，仡佬族2人，壮族68人。另有7人民族成份不明(可能系外国嫁入或未经国家认定的民族)。

## 宗教
武穴市以佛教为主。境内有黄牙寺，系净土宗开山法师慧远法师卓锡庐山之前所立，为东晋古寺。另有禅宗四祖道信浴佛井。道教在民间丧仪中扮演着重要作用。
清末开埠通商以后，基督教开始在武穴市境内传播，并于光绪十七年（1891）爆发“武穴教案”，现有教堂一座。
其余民间淳朴信仰有“天地君亲师”牌位，民间多和九天东厨司命及祖宗神主牌合祀于中堂。泛神信仰，有土地、龙王、岳王、真武大帝、杨泗等。

## 重要企業
- 廣濟藥業，深市上市企業，全球重要核黃素生產基地。
- 祥雲化肥，湖北省優秀企業。

## 教育

### 高等职业教育
- 黄冈职业技术学院（武穴校区）
- 黄冈市广播电视大学武穴分校

### 中等职业教育
- 武穴市职业技术教育中心

### 特殊教育
- 武穴市特殊教育学校

### 中等教育
- 湖北省武穴中学
- 武穴市实验高级中学
- 武穴市育才高级中学
- 武穴市梅川高级中学
- 黄冈天有高级中学

### 初等教育
- 武穴市实验小学（沿江校区、田镇校区、大金校区、张榜校区、凤凰校区、仓头校区）
- 武穴市第二实验小学（本校区、余川校区、车坊校区、吴文校区、蒋铺校区、松山咀校区）
- 武穴市第三实验小学（玉湖校区、大桥校区、铁石校区、栗木校区、四望校区）
- 武穴市第四实验小学（江林校区、大法寺校区、杨桥校区、翟畈校区、刘主校区、刘凤袍校区）
- 武穴市第五实验小学（花桥校区、连山桥校区、郑公塔校区、团山河校区、张河口校区）
- 武穴市第六实验小学（本校区、梅浦校区、考棚校区、文昌校区、永西校区、居杠校区）
- 武穴市师范附属小学（本校区、余祥校区、明德校区、石佛寺校区、尚德校区、宋巷校区）
- 武穴市东方红小学（本校区、小桥校区、二里半校区、龙坪校区、朝阳校区、新港校区）
- 武穴市实验中学（沿江校区、石佛寺校区、田镇校区）
- 武穴市第二实验中学（本校区、思源校区（小学部、初中部）、四望校区）
- 武穴市第三实验中学（本校区、龙坪校区、大法寺校区、凤咀校区）
- 武穴市第四实验中学（本校区、梅川校区、南山校区、居杠校区、松阳校区）
- 武穴市第五实验中学（本校区、郑公塔校区、罗城校区、松山咀校区、双城校区）
- 武穴市百汇学校
- 武穴市中港外国语学校
- 武穴市博文学校
- 武穴市私立博爱学校

### 学前教育
- 武穴市直属幼儿园（本园区、江林园区、余川园区、花桥园区、武穴街道园区）
- 武穴市永宁幼儿园（本园区、兴教园区、四望园区、大法寺园区、田镇园区、刊江园区、富桥园区、魏垸园区）
- 武穴市实验幼儿园（本园区、大桥园区、大金园区、石佛寺园区、龙坪园区）
- 武穴市东方红幼儿园（本园区、沧浪园区、登高园区、居杠园区）
- 粮食幼儿园
- 官桥幼儿园
- 妇联幼儿园
- 金思维幼儿园
- 龙潭幼儿园
- 港口幼儿园

## 名胜
- 郑公塔
- 双善洞
- 横岗山
- 林隐寺
- 龙隐寺
- 黄牙寺
- 鲍照读书台
- 田家镇古炮台
- 龙湫寺
- 太平山
- 武穴龙门花海景区
- 湖北仙人湖旅游度假区
- 湖北武山湖国家湿地公园

## 參看
- 武穴中學
- 武穴酥糖